# 4-й гвардейский стрелковый корпус
4-й гвардейский стрелковый Бранденбургский Краснознамённый корпус — воинское соединение РККА во время Великой Отечественной войны и Вооружённых сил СССР в послевоенный период. Существовал с 1942 по 1946 годы и с 1948 по 1960 годы.

## История

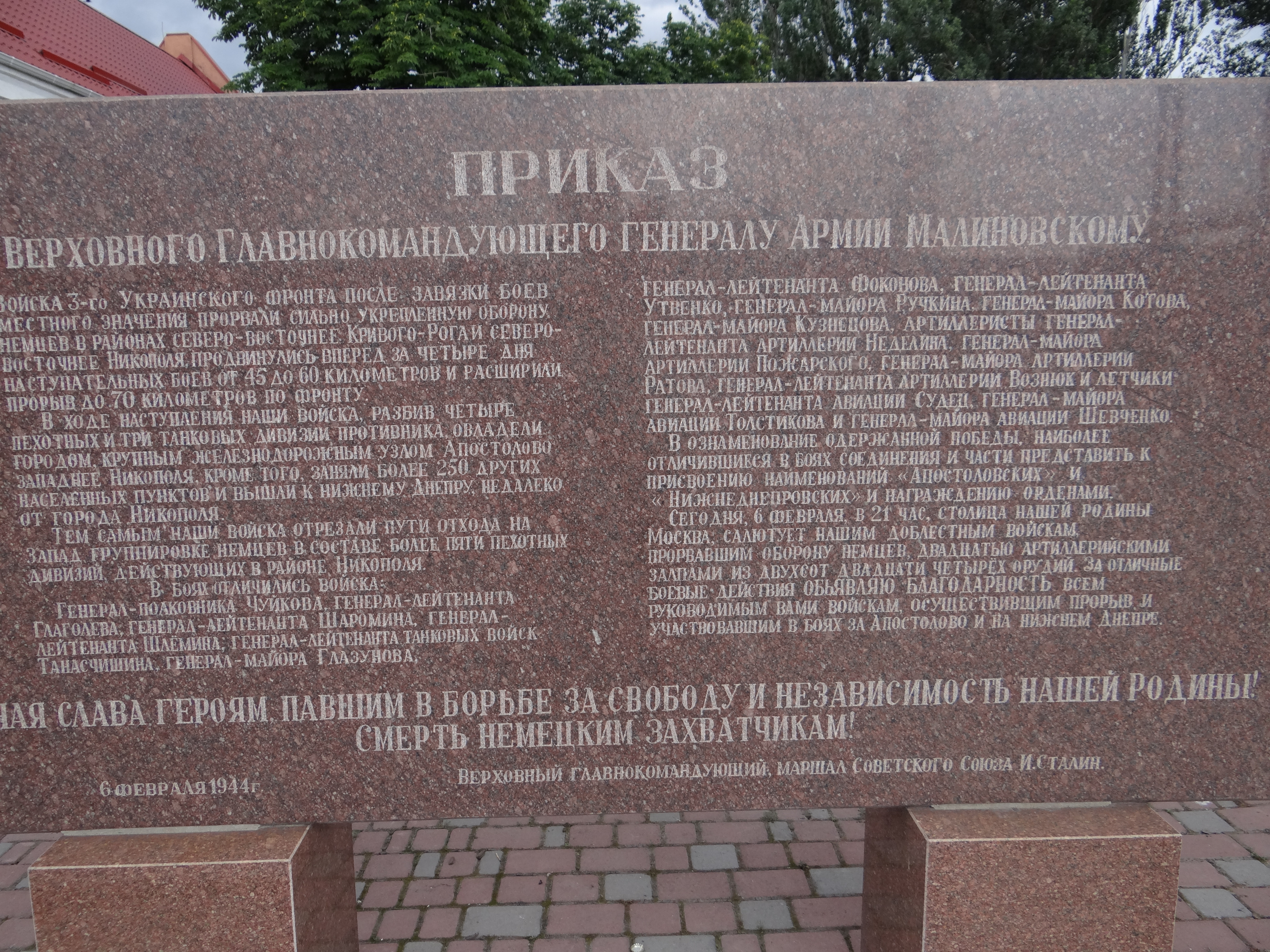
Стела в г. Апостолово.

Управление корпуса сформировано по приказу Ставки № 0023 от 29 января 1942 года в Волхове на базе Волховской оперативной группы войск Ленинградского фронта. 3 февраля 1942 года корпус был подчинён напрямую Ставке ВГК с запретом его использования без надлежащего разрешения. В состав корпуса вошли одна гвардейская стрелковая дивизия и четыре стрелковые бригады, а также с середины марта 1942 года 40-й гвардейский корпусной артиллерийский полк, который в дальнейшем поддерживал корпус практически всю войну.
В составе действующей армии с 29 января 1942 по 16 октября 1942, с 5 ноября 1942 по 7 июня 1944 и с 15 июня 1944 по 9 мая 1945 года.
В феврале 1942 года был передан на усиление 54-й армии, которая безуспешно прорывала оборону войск противника по рубежу Посадников Остров — Погостье. Введён в бой 16 марта 1942 года, благодаря усилиям корпуса, армия сумела продвинуться до реки Тигода, где корпус однако был остановлен подошедшими резервами противника. До августа 1942 года корпус продолжал боевые действия в «погостьинском мешке», затем управление корпуса с некоторыми стрелковыми бригадами было выведено из мешка, и в преддверии Синявинской операции, получило ряд новых соединений.
В сентябре 1942 года корпус принимал участие в Синявинской операции. На начало операции находится во втором эшелоне за рекой Назия в готовности к развитию успеха. Был введён в бой 30 августа 1942 года, по оценкам специалистов — запоздало, без надлежащего прикрытия авиацией и поддержки артиллерии С 27 сентября 1942 года выводится с достигнутых позиций южнее Синявино, а в октябре 1942 года управление корпуса, оставив войска, поступило в резерв Ставки ВГК
23 октября 1942 года управление корпуса, дислоцированное в Балашове, получило под командование новые соединения: 35-ю и 41-ю гвардейские и 195-ю стрелковые дивизии. В конце ноября 1942 года корпус был переброшен в район села Верхний Мамон. С 16 декабря 1942 года корпус переходит в наступление в ходе Среднедонской наступательной операции, 17 декабря 1942 года прорывает позиции итальянских войск и развивает наступление в направлении Миллерово, 19 декабря 1942 года, совместно с частями 17-го танкового корпуса освободив Кантемировку. Выйдя на рубеж южнее Чертково и севернее Морозовска, корпус подвергается мощному контрудару в правый фланг, и ведёт ожесточённые бои до конца февраля 1943 года удерживая достигнутый рубеж, Чертково при этом переходило из рук в руки. Отразив контрудары противника, корпус 14 января 1943 года перешёл в наступление в общем направлении на Старобельск и 23 января 1943 года освободил Старобельск. 29 января 1943 года корпус при поддержке танковой группы генерала Попова попытался осуществить форсирование реки Красная, но неудачно, оборона 19-й танковой дивизии вермахта оказалась крепкой. Тем не менее, на следующий день река была форсирована и 31 января 1943 года корпус освободил Красный Лиман, Кременную и Рубежное, 5 февраля 1943 года принял участие в освобождении Изюма. Затем корпус силами 41-й гвардейской дивизии в боях с 17-й танковой дивизией 6 февраля 1943 года освободил Лисичанск, и в этот же день силами 35-й гвардейской стрелковой дивизии освободил Барвенково после чего был передан в состав 6-й армии, которая развивала наступление в направлении Днепропетровска. 11 февраля 1943 года силами 35-й гвардейской стрелковой дивизии освободил Лозовую, 17 февраля 1943 года принял участие в освобождении Славянска, 19 февраля 1943 года корпус вступил силами 35-й гвардейской стрелковой дивизии в бой за Синельниково и овладел им, а силами 41-й гвардейской стрелковой дивизии вместе с 25-м танковым корпусом взял Павлоград. Затем корпус наступает на Ново-Московск. Но немецкие войска нанесли контрудар и 21 февраля 1943 года дивизия СС «Рейх» сумела прорвать оборону 35-й гвардейской стрелковой дивизии на подступах к Павлограду и к 22 февраля 1943 года овладеть большей частью города. В этот же день корпус, силами полка «Дойчланд» и 15-й пехотной дивизии, которые соединились в Синельниково, корпус был окружён и до начала марта 1943 года пробивался из окружения через Лозовую на Изюм (41-я дивизия) и Балаклею (35-я дивизия). По некоторым данным, корпус был окружён южнее Матвеева кургана и почти полностью уничтожен; личный состав взят в плен. По данным И. Б. Мощанского из состава 35-й гвардейской стрелковой дивизии из окружения вышли около 500 человек с пятью орудиями, а в 41-й гвардейской стрелковой дивизии артиллерия была уничтожена полностью.
В ходе Донбасской наступательной операции с 13 августа 1943 года прорывает оборону противника на Северском Донце близ Балаклеи. Продвигаясь вперёд, в тяжёлых боях 16 сентября 1943 года корпус вновь принимает участие в освобождении Лозовой, после чего продвигается к Днепру, преследуя противника. В первой половине октября 1943 года корпус захватил плацдарм на Днепре в сорока километрах севернее Запорожья, в районе населенного пункта Войсковое и в течение конца октября 1943 года ведёт бои за его расширение. В течение ноября 1943 года корпус предпринимает неоднократные попытки наступления в общем направлении на Апостолово, очень медленно продвигаясь вперёд, лишь к концу ноября 1943 года овладев Владимировкой.
10 января 1944 года корпус возобновил наступление в общем направлении на Шолохово, чтобы в дальнейшем вместе с частями 28-го гвардейского стрелкового корпуса отрезать пути отхода противнику из района Никополя. Для проведения наступления корпусу были приданы целая артиллерийская дивизия (9-я артиллерийская дивизия прорыва), 11-я танковая бригада и 10-й отдельный танковый полк. Корпус сумел прорвать оборону противника и выйти на дорогу Софиевка — Николаевка, после чего отбивал контратаки на достигнутом рубеже. Однако, продвинувшись на 7 — 8 километров, корпус развить наступление не смог. С 1 февраля 1944 года корпус возобновил наступление в ходе Никопольско-Криворожской операции, сумев прорвать оборону противника. На 3 февраля 1944 года перед корпусом стояла задача нанесения удара через Шолохово с ближайшей задачей отрезать пути отхода противника через Перевизские Хутора и в дальнейшем выйти на рубеж Чертомлык, Екатериновка, Кирово. В ходе операции корпус, отражая тяжёлые удары войск противника, стремившегося вывести войска из Никополя, вышел на подступы к реке Ингулец близ Архангельское и с 24 по 29 февраля 1944 года ведёт бои на левом берегу реки. С 3 марта 1944 года корпус приступил к форсированию реки, и до 18 марта 1944 года наступает к Южному Бугу, приняв участие в окружении крупной группировки войск противника в Березнеговатое. 18-20 марта 1944 года корпус форсирует Южный Буг, однако оставил плацдармы. Вновь форсирование реки, на этот раз удачно, было осуществлено 29 марта 1944 года, к 1 апреля 1944 года вышел к Тилигулу, к 6 апреля 1944 года, преследуя отступающие войска, вышел к Хаджибейскому лиману и форсировал его с ходу. После этого корпус повернул к Одессе и 10 апреля 1944 года был на Дерибасовской. После освобождения Одессы, корпус продвинулся к Днестровскому лиману, 14 апреля 1944 года частью сил форсировал Днестр, но 27 апреля 1944 года оставил плацдарм. С 1 мая 1944 года корпус начал передислокацию из района Маяки в район Котовска, к 3 мая 1944 года сосредоточившись в новом месте. 7 мая 1944 года корпус переправился на плацдарм на правом берегу Днестра в районе Шерпены, а с 10 мая 1944 года отражает массированное наступление на плацдарм. 11 мая 1944 года части корпуса были выбиты из Шерпен, были отрезаны от главных сил армии и от переправ, ведут бои в окружении вплоть до 23 мая 1944 года. В конце мая корпус был снят с плацдарма, 5 июня 1944 года в составе армии был выведен в резерв и через Бердичев, Винницу, Житомир был переброшен в район Сарны.
С 19 июля 1944 года корпус переходит в наступление в ходе Люблин-Брестской операции, 19 июля 1944 года корпус при поддержке 65-й танковой бригады и 1493-го полка самоходных орудий освободил Любомль. 20 июля 1944 года 47-я гвардейская стрелковая дивизия переправилась через Западный Буг
Перед форсированием Вислы на заключительном этапе Люблин-Брестской операции корпус был усилен 266-м гвардейским истребительно-противотанковым артиллерийским полком, 255-м пушечным артиллерийским полком, 141-м, 279-м, 288-м миномётными полками, 92-м гвардейским полком реактивных миномётов, 1087-м самоходно-артиллерийским полком. 29 июля 1944 года части корпуса вышли на берег на участке Татарчиско, Вильга, Мажевице. На 1 августа 1944 года корпусу была поставлена задача форсировать Вислу на участке Скурча — Кемпа Подвежбянска, с дальнейшим взятием населённых пунктов Вильчоволя и Дембоволя, а также захватом переправы через реку Радомка в районе Рычивул. 1 августа 1944 года корпус сосредоточился на участке Выгода, Голендры, Магнушев и, преодолевая ожесточённое сопротивление противника, форсировал реку силами двух (35-й и 57-й) гвардейских дивизий, тем самым создав Магнушевский плацдарм.
На 3 августа 1944 года корпус, расширяя плацдарм, взял Магнушев. С 5 по 13 августа 1944 года корпус отражает многочисленные контрудары, однако удержал позиции и 14 августа 1944 года сам перешёл в наступление в юго-западном направлении расширяя плацдарм, но вскоре был остановлен, в частности частями дивизии «Герман Геринг», 45-й пехотной дивизии и группой 19-й танковой дивизии
С 14 января 1945 года корпус в первом эшелоне переходит в наступление с Магнушевского плацдарма в ходе Висло-Одерской операции и ввязывается с тяжёлые бои, прорывая укреплённую полосу обороны противника. Корпус в течение дня, прорвав первую полосу обороны противника, был вынужден на своём левом фланге отбивать настойчивые контратаки 6-й, 45-й и 251-й пехотных дивизий дивизий и подошедших частей 19-й танковой дивизии, в связи с этим в первый день наступления прорвать все три линии обороны не сумел. Только на следующий день корпус достиг успехов в прорыве обороны, 16 января 1945 года освободил Едлиньск и был выведен в резерв армии, а с 18 января 1945 года начал переброску с левого фланга армии на правый.. Затем корпус продолжает наступление вслед за танковыми частями и в обход Познани с севера 26 января 1945 года продвигается к Одеру, 31 января 1945 года прорвав оборону в Мезеритцком укреплённом районе.
В ходе операции по удержанию и расширению плацдарма в районе Кюстрина в первые дни февраля 1945 года корпус ведёт ожесточённые бои на правом берегу Одера, в тяжелейших условиях корпус, усиленный 38-й отдельной истребительно-противотанковой бригадой, 43-й гвардейской пушечной артиллерийской бригадой и всё тем же 1087-м самоходно-артиллерийским полком, первым форсировал реку силами 47-й и 57-й гвардейских дивизий, захватив небольшой плацдарм шириной до 3 километров по фронту и глубиной до полутора километров по линии железной дороги на рубеже Кюстрин, Ней-Маншнов, таким образом положив начало южной части Кюстринскому плацдарма. К 4 февраля 1945 года корпус сумел продвинуться в глубину до 4 километров. С этого дня корпус ежедневно отражает до десяти атак противника, поддержанных танками 21-й танковой дивизии, а также сам атакует укреплённые пункты Киц и Горгаст, однако безуспешно. К 7 февраля 1945 года плацдарм был углублён до 5 километров, корпус продолжает наступление, перемежая его с отражением настойчивых контратак. Корпус продолжает тяжёлые бои на плацдарме вплоть до 15 февраля 1945 года, когда стороны перешли к обороне. 22 марта 1945 года корпус принял участие во взятии Кюстрина, а также силами 35-й гвардейской дивизии в уничтожении крепости на острове на Одере.
С 16 апреля 1945 года корпус, участвуя в Берлинской операции штурмует Зееловские высоты, в целом безуспешно, исключая 47-ю гвардейскую дивизию которая, наступая севернее шоссейной дороги Кюстрин — Берлин, прорвала оборону противника, захватила несколько господствующих высот севернее города Зеелов, перерезала железную и две шоссейные дороги, идущие от Зеелова на Бугдорф и на Гузов. 17 апреля 1945 года корпус, вместе с 11-м танковым корпусом был передислоцирован на дорогу Гузов — Зеелов с задачей развивать наступление в направлении Герльсдорф, выйти на реку Флисс и форсировать её. К 18 апреля 1945 года корпус, перейдя в наступление, прорвал первую полосу обороны и завязал бой за Дамсдорф., отражает мощные контратаки. На 19 апреля 1945 года перед корпусом стояла задача прорвать оборону противника севернее Мюнхеберга, продвигаться на Петерсхаген и к исходу дня выйти на восточную окраину Берлина. С 21 апреля 1945 года войскам корпуса была поставлена задача наступать на Петерсхаген, Ненсдорф, Зюденд. 22 апреля 1945 года части корпуса натолкнулись на мощное сопротивление в районе Каульсдорфа и Карлсхорста. В ночь на 23 апреля 1945 года корпус при поддержке танков 11-го гвардейского танкового корпуса сломил сопротивление противника и овладел Уленхорстом, к концу дня юго-западнее Карлсхорста вышел к Шпрее и форсировав её, 24 апреля 1945 года занял Шеневейде, Дам-Форштадт и Нидер на юго-востоке Берлина. С 25 апреля 1945 года корпус начинает наступление в городе, к центру Берлина, форсирует Ландвер-канал, ведёт бои в районе парка Тиргартен. Именно на участке 35-й гвардейской дивизии из состава корпуса, 1 мая 1945 года вышел парламентёр генерал Кребс

## Подчинение и боевой состав
| Дата       | Фронт                                                      | Армия                 | В составе (стрелковые) | Другие части | Примечания                                       |
| ---------- | ---------------------------------------------------------- | --------------------- | --- | --- | ------------------------------------------------ |
| 01.02.1942 | Ленинградский фронт                                        | -                     | только управления | 183-й отдельный батальон связи 119-я военно-почтовая станция | -                                                |
| 01.03.1942 | Ленинградский фронт                                        | -                     | 3-я гвардейская стрелковая дивизия 32-я стрелковая бригада 33-я стрелковая бригада | 18-й отдельный гвардейский батальон связи 183-й отдельный батальон связи 1-й гвардейский автогужтранспортный батальон 119-я военно-почтовая станция                                     | -                                                |
| 01.04.1942 | Ленинградский фронт                                        | 54-я армия            | 3-я гвардейская стрелковая дивизия 32-я стрелковая бригада 33-я стрелковая бригада 137-я стрелковая бригада 140-я стрелковая бригада                                                                                                 | 18-й отдельный гвардейский батальон связи 183-й отдельный батальон связи 1-й гвардейский автогужтранспортный батальон 119-я военно-почтовая станция                                     | -                                                |
| 01.05.1942 | Ленинградский фронт (Группа войск Волховского направления) | 54-я армия            | 3-я гвардейская стрелковая дивизия 32-я стрелковая бригада 33-я стрелковая бригада 137-я стрелковая бригада 140-я стрелковая бригада 241-й отдельный лыжный батальон 242-й отдельный лыжный батальон 243-й отдельный лыжный батальон | 18-й отдельный гвардейский батальон связи 183-й отдельный батальон связи 135-й отдельный инженерный батальон 1-й гвардейский автогужтранспортный батальон 119-я военно-почтовая станция | -                                                |
| 01.06.1942 | Ленинградский фронт (Волховская группа войск)              | 54-я армия            | 3-я гвардейская стрелковая дивизия 32-я стрелковая бригада 33-я стрелковая бригада 137-я стрелковая бригада 140-я стрелковая бригада                                                                                                 | 18-й отдельный гвардейский батальон связи 183-й отдельный батальон связи 135-й отдельный инженерный батальон 1-й гвардейский автогужтранспортный батальон 119-я военно-почтовая станция | -                                                |
| 01.07.1942 | Волховский фронт                                           | 54-я армия            | 3-я гвардейская стрелковая дивизия 32-я стрелковая бригада 33-я стрелковая бригада 137-я стрелковая бригада 140-я стрелковая бригада                                                                                                 | 18-й отдельный гвардейский батальон связи 183-й отдельный батальон связи 135-й отдельный инженерный батальон 1-й гвардейский автогужтранспортный батальон 119-я военно-почтовая станция | -                                                |
| 01.08.1942 | Волховский фронт                                           | 54-я армия            | 3-я гвардейская стрелковая дивизия 32-я стрелковая бригада 33-я стрелковая бригада 137-я стрелковая бригада 140-я стрелковая бригада                                                                                                 | 183-й отдельный батальон связи 135-й отдельный инженерный батальон 1-й гвардейский автогужтранспортный батальон 119-я военно-почтовая станция                                           | -                                                |
| 01.09.1942 | Волховский фронт                                           | -                     | 259-я стрелковая дивизия 22-я стрелковая бригада 23-я стрелковая бригада 32-я стрелковая бригада 33-я стрелковая бригада 53-я стрелковая бригада 137-я стрелковая бригада 140-я стрелковая бригада                                   | 183-й отдельный батальон связи 135-й отдельный инженерный батальон 1-й гвардейский автогужтранспортный батальон 119-я военно-почтовая станция                                           | -                                                |
| 01.10.1942 | Волховский фронт                                           | 2-я ударная армия     | 259-я стрелковая дивизия 372-я стрелковая дивизия 374-я стрелковая дивизия 23-я стрелковая бригада 33-я стрелковая бригада 140-я стрелковая бригада                                                                                  | 183-й отдельный батальон связи 135-й отдельный инженерный батальон 1-й гвардейский автогужтранспортный батальон 119-я военно-почтовая станция                                           | -                                                |
| 01.11.1942 | Резерв Ставки ВГК                                          | 4-я резервная армия   | 35-я гвардейская стрелковая дивизия 41-я гвардейская стрелковая дивизия 195-я стрелковая дивизия | 183-й отдельный батальон связи 1-й гвардейский автогужтранспортный батальон 119-я военно-почтовая станция                                                                               | -                                                |
| 01.12.1942 | Юго-Западный фронт                                         | 1-я гвардейская армия | 35-я гвардейская стрелковая дивизия 41-я гвардейская стрелковая дивизия 195-я стрелковая дивизия | 183-й отдельный батальон связи 1-й гвардейский автогужтранспортный батальон 119-я военно-почтовая станция                                                                               | -                                                |
| 01.01.1943 | Юго-Западный фронт                                         | 1-я гвардейская армия | 35-я гвардейская стрелковая дивизия 41-я гвардейская стрелковая дивизия 195-я стрелковая дивизия | 183-й отдельный батальон связи 1-й гвардейский автогужтранспортный батальон 119-я военно-почтовая станция                                                                               | -                                                |
| 01.02.1943 | Юго-Западный фронт                                         | 1-я гвардейская армия | 35-я гвардейская стрелковая дивизия 41-я гвардейская стрелковая дивизия 195-я стрелковая дивизия | 183-й отдельный батальон связи 1-й гвардейский автогужтранспортный батальон 119-я военно-почтовая станция                                                                               | -                                                |
| 01.03.1943 | Юго-Западный фронт                                         | -                     | 41-я гвардейская стрелковая дивизия 58-я гвардейская стрелковая дивизия 244-я стрелковая дивизия | 183-й отдельный батальон связи 1-й гвардейский автогужтранспортный батальон 119-я военно-почтовая станция                                                                               | -                                                |
| 01.04.1943 | Юго-Западный фронт                                         | 6-я армия             | 20-я гвардейская стрелковая дивизия 35-я гвардейская стрелковая дивизия 263-я стрелковая дивизия | 183-й отдельный батальон связи 1-й гвардейский автогужтранспортный батальон 119-я военно-почтовая станция                                                                               | -                                                |
| 01.05.1943 | Юго-Западный фронт                                         | 6-я армия             | 20-я гвардейская стрелковая дивизия 35-я гвардейская стрелковая дивизия 263-я стрелковая дивизия 106-я стрелковая бригада | 183-й отдельный батальон связи 1-й гвардейский автогужтранспортный батальон 119-я военно-почтовая станция                                                                               | -                                                |
| 01.06.1943 | Юго-Западный фронт                                         | 6-я армия             | 20-я гвардейская стрелковая дивизия 35-я гвардейская стрелковая дивизия 263-я стрелковая дивизия 106-я стрелковая бригада | 183-й отдельный батальон связи 1-й гвардейский автогужтранспортный батальон 119-я военно-почтовая станция                                                                               | -                                                |
| 01.07.1943 | Юго-Западный фронт                                         | 6-я армия             | 20-я гвардейская стрелковая дивизия 35-я гвардейская стрелковая дивизия 228-я стрелковая дивизия 263-я стрелковая дивизия | 183-й отдельный батальон связи 1-й гвардейский автогужтранспортный батальон 119-я военно-почтовая станция                                                                               | -                                                |
| 01.08.1943 | Юго-Западный фронт                                         | 1-я гвардейская армия | 38-я гвардейская стрелковая дивизия 195-я стрелковая дивизия | 183-й отдельный батальон связи 1-й гвардейский автогужтранспортный батальон 119-я военно-почтовая станция                                                                               | -                                                |
| 01.09.1943 | Юго-Западный фронт                                         | 6-я армия             | 38-я гвардейская стрелковая дивизия 263-я стрелковая дивизия 267-я стрелковая дивизия | 183-й отдельный батальон связи 1-й гвардейский автогужтранспортный батальон 119-я военно-почтовая станция                                                                               | -                                                |
| 01.10.1943 | Юго-Западный фронт                                         | 6-я армия             | 47-я гвардейская стрелковая дивизия 57-я гвардейская стрелковая дивизия | 183-й отдельный батальон связи 1-й гвардейский автогужтранспортный батальон 119-я военно-почтовая станция                                                                               | в течение месяца передавался в состав 12-й армии |
| 01.11.1943 | 3-й Украинский фронт                                       | 8-я гвардейская армия | 35-я гвардейская стрелковая дивизия 47-я гвардейская стрелковая дивизия 57-я гвардейская стрелковая дивизия | 183-й отдельный батальон связи 1-й гвардейский автогужтранспортный батальон 119-я военно-почтовая станция                                                                               | -                                                |
| 01.12.1943 | 3-й Украинский фронт                                       | 8-я гвардейская армия | 35-я гвардейская стрелковая дивизия 47-я гвардейская стрелковая дивизия 57-я гвардейская стрелковая дивизия | 183-й отдельный батальон связи 119-я военно-почтовая станция | -                                                |
| 01.01.1944 | 3-й Украинский фронт                                       | 8-я гвардейская армия | 35-я гвардейская стрелковая дивизия 47-я гвардейская стрелковая дивизия 57-я гвардейская стрелковая дивизия | 183-й отдельный батальон связи 119-я военно-почтовая станция | -                                                |
| 01.02.1944 | 3-й Украинский фронт                                       | 8-я гвардейская армия | 35-я гвардейская стрелковая дивизия 47-я гвардейская стрелковая дивизия 57-я гвардейская стрелковая дивизия | 183-й отдельный батальон связи 119-я военно-почтовая станция | -                                                |
| 01.03.1944 | 3-й Украинский фронт                                       | 8-я гвардейская армия | 35-я гвардейская стрелковая дивизия 47-я гвардейская стрелковая дивизия 57-я гвардейская стрелковая дивизия | 183-й отдельный батальон связи 926-й отдельный сапёрный батальон 119-я военно-почтовая станция                                                                                          | -                                                |
| 01.04.1944 | 3-й Украинский фронт                                       | 8-я гвардейская армия | 35-я гвардейская стрелковая дивизия 47-я гвардейская стрелковая дивизия 57-я гвардейская стрелковая дивизия | 183-й отдельный батальон связи 926-й отдельный сапёрный батальон 119-я военно-почтовая станция                                                                                          | -                                                |
| 01.05.1944 | 3-й Украинский фронт                                       | 8-я гвардейская армия | 35-я гвардейская стрелковая дивизия 47-я гвардейская стрелковая дивизия 57-я гвардейская стрелковая дивизия | 183-й отдельный батальон связи 926-й отдельный сапёрный батальон 119-я военно-почтовая станция                                                                                          | -                                                |
| 01.06.1944 | 3-й Украинский фронт                                       | 8-я гвардейская армия | 35-я гвардейская стрелковая дивизия 47-я гвардейская стрелковая дивизия 57-я гвардейская стрелковая дивизия | 183-й отдельный батальон связи 926-й отдельный сапёрный батальон 471-я полевая авторемонтная база 119-я военно-почтовая станция                                                         | -                                                |
| 01.07.1944 | 1-й Белорусский фронт                                      | 8-я гвардейская армия | 35-я гвардейская стрелковая дивизия 47-я гвардейская стрелковая дивизия 57-я гвардейская стрелковая дивизия | 183-й отдельный батальон связи 926-й отдельный сапёрный батальон 471-я полевая авторемонтная база 119-я военно-почтовая станция                                                         | -                                                |
| 01.08.1944 | 1-й Белорусский фронт                                      | 8-я гвардейская армия | 35-я гвардейская стрелковая дивизия 47-я гвардейская стрелковая дивизия 57-я гвардейская стрелковая дивизия | 183-й отдельный батальон связи 926-й отдельный сапёрный батальон 471-я полевая авторемонтная база 119-я военно-почтовая станция                                                         | -                                                |
| 01.09.1944 | 1-й Белорусский фронт                                      | 8-я гвардейская армия | 35-я гвардейская стрелковая дивизия 47-я гвардейская стрелковая дивизия 57-я гвардейская стрелковая дивизия | 183-й отдельный батальон связи 926-й отдельный сапёрный батальон 471-я полевая авторемонтная база 119-я военно-почтовая станция                                                         | -                                                |
| 01.10.1944 | 1-й Белорусский фронт                                      | 8-я гвардейская армия | 35-я гвардейская стрелковая дивизия 47-я гвардейская стрелковая дивизия 57-я гвардейская стрелковая дивизия | 183-й отдельный батальон связи 926-й отдельный сапёрный батальон 471-я полевая авторемонтная база 119-я военно-почтовая станция                                                         | -                                                |
| 01.11.1944 | 1-й Белорусский фронт                                      | 8-я гвардейская армия | 35-я гвардейская стрелковая дивизия 47-я гвардейская стрелковая дивизия 57-я гвардейская стрелковая дивизия | 183-й отдельный батальон связи 926-й отдельный сапёрный батальон 471-я полевая авторемонтная база 119-я военно-почтовая станция                                                         | -                                                |
| 01.12.1944 | 1-й Белорусский фронт                                      | 8-я гвардейская армия | 35-я гвардейская стрелковая дивизия 47-я гвардейская стрелковая дивизия 57-я гвардейская стрелковая дивизия | 183-й отдельный батальон связи 926-й отдельный сапёрный батальон 471-я полевая авторемонтная база 119-я военно-почтовая станция                                                         | -                                                |
| 01.01.1945 | 1-й Белорусский фронт                                      | 8-я гвардейская армия | 35-я гвардейская стрелковая дивизия 47-я гвардейская стрелковая дивизия 57-я гвардейская стрелковая дивизия | 183-й отдельный батальон связи 926-й отдельный сапёрный батальон 471-я полевая авторемонтная база 119-я военно-почтовая станция                                                         | -                                                |
| 01.02.1945 | 1-й Белорусский фронт                                      | 8-я гвардейская армия | 35-я гвардейская стрелковая дивизия 47-я гвардейская стрелковая дивизия 57-я гвардейская стрелковая дивизия | 183-й отдельный батальон связи 926-й отдельный сапёрный батальон 471-я полевая авторемонтная база 119-я военно-почтовая станция                                                         | -                                                |
| 01.03.1945 | 1-й Белорусский фронт                                      | 8-я гвардейская армия | 35-я гвардейская стрелковая дивизия 47-я гвардейская стрелковая дивизия 57-я гвардейская стрелковая дивизия | 183-й отдельный батальон связи 926-й отдельный сапёрный батальон 471-я полевая авторемонтная база 119-я военно-почтовая станция                                                         | -                                                |
| 01.04.1945 | 1-й Белорусский фронт                                      | 8-я гвардейская армия | 35-я гвардейская стрелковая дивизия 47-я гвардейская стрелковая дивизия 57-я гвардейская стрелковая дивизия | 183-й отдельный батальон связи 926-й отдельный сапёрный батальон 471-я полевая авторемонтная база 119-я военно-почтовая станция                                                         | -                                                |
| 01.05.1945 | 1-й Белорусский фронт                                      | 8-я гвардейская армия | 35-я гвардейская стрелковая дивизия 47-я гвардейская стрелковая дивизия 57-я гвардейская стрелковая дивизия | 183-й отдельный батальон связи 926-й отдельный сапёрный батальон 471-я полевая авторемонтная база 119-я военно-почтовая станция                                                         | -                                                |

с 24.00 10 июня 1945 года — в составе Группы советских войск в Германии (штаб — г. Райхенбах). В августе 1946 года корпус был расформирован.
Вторично 4-й гвардейский стрелковый корпус сформирован 20 апреля 1948 года.

### Командование
Командиры корпуса:
- Гаген, Николай Александрович (с 31.01.1942 по 12.09.1942), гвардии генерал-майор
- Рогинский, Сергей Васильевич (с 13.09.1942 по 20.10.1942), гвардии генерал-майор
- Гаген, Николай Александрович (с 21.10.1942 по 25.04.1943), гвардии генерал-майор
- Запорожченко, Михаил Иванович (с 26.04.1943 по 17.11.1943), гвардии генерал-майор
- Глазунов, Василий Афанасьевич (с 18.11.1943 по 05.09.1944), гвардии генерал-майор с 19.03.1944 гвардии генерал-лейтенант
- Андреев, Андрей Матвеевич (с 06.09.1944 по 13.11.1944), гвардии генерал-майор
- Глазунов, Василий Афанасьевич (с 14.11.1944 по 25.01.1946), гвардии генерал-лейтенант[11]
- Андреев, Андрей Матвеевич (с 25.01.1946 по 27.08.1946), гвардии генерал-лейтенант.
- Щеглов, Афанасий Фёдорович (с 15.01.1948 по 16.06.1949), гвардии генерал-майор, с мая 1949 гвардии генерал-лейтенант.
- Румянцев, Александр Дмитриевич (с 16.06.1949 по 16.12.1950), гвардии генерал-лейтенант.
- Яковлев, Алексей Ефимович (с ?.01.1951 по ?.06.1954), генерал-лейтенант[12].
- Филиппов, Георгий Николаевич (с 14.06.1954 по 25.06.1957), гвардии генерал-майор, с 8.08.1955 гвардии генерал-лейтенант
- Колобов, Леонид Александрович (с 3.10.1957 по 17.09.1959), гвардии генерал-майор, с февраля 1958 генерал-лейтенант.
- Козьмин, Александр Иванович (с 17.06.1959 по 17.05.1960), гвардии генерал-майор.

Начальники штаба корпуса:
- Кудрявцев Владимир Владимирович, (? — февраль 1943 г.- ?), гвардии полковник.

### Начальник автобронетанковой службы
- Абалмасов, Алексей Яковлевич (март 1945 года), гв. подполковник[13].

## Награды и почётные наименования
| Награда                                  | Дата награждения | За что награждена |
| ---------------------------------------- | ---------------- | --- |
| Почётное звание «Гвардейский»            | 29.01.1942       | присвоено 29 января 1942 года при формировании. |
| Почётное наименование «Бранденбургский». | 5.04.1945        | Присвоено за отличие в боях при вторжении в провинцию Бранденбург, Германия. Приказ Верховного Главнокомандующего № 058 от 5 апреля 1945 года. |
| Орден Красного Знамени                   | 11.06.1945       | за образцовое выполнение заданий командования в боях с немецкими захватчиками при овладении столицей Германии городом Берлин, и проявленные при этом доблесть и мужество. Указ Президиума Верховного Совета СССР от 11.06.1945 года.(Объявлен приказом Народного комиссара обороны СССР № 0125 от 28.06.1945 года). |

## Отличившиеся воины
За время существования тысячи воинов корпуса награждены орденами и медалями, 68 человек удостоены звания Героя Советского Союза, 118 человек стали кавалерами ордена Славы 3-х степеней.
 Герои Советского Союза.
- Глазунов, Василий Афанасьевич, гвардии генерал-лейтенант, командир корпуса. Дважды Герой Советского Союза. Указы Президиума Верховного Совета СССР от 19.03.1944 года и от 6.04.1945 года. Медали «Золотая Звезда» № 3163,5859.
- Воропаев, Иван Кириллович, гвардии генерал-майор артиллерии, начальник артиллерии корпуса. Указ Президиума Верховного Совета СССР от 26 октября 1944 года. Медаль «Золотая Звезда» № 3113.
- 35-я гвардейская стрелковая Лозовская Краснознаменная орденов Суворова и Богдана Хмельницкого дивизия — 16 человек;
- 47-я гвардейская стрелковая Нижнеднепровская Краснознаменная ордена Богдана Хмельницкого дивизия — 16 человек;
- 57-я гвардейская стрелковая Новобугская Краснознаменная орденов Суворова и Богдана Хмельницкого дивизия — 34 человека.

 Кавалеры ордена Славы 3-х степеней.
- 35-я гвардейская стрелковая Лозовская Краснознаменная орденов Суворова и Богдана Хмельницкого дивизия — 29 человек,
- 47-я гвардейская стрелковая Нижнеднепровская Краснознаменная ордена Богдана Хмельницкого дивизия — 29 человек,
- 57-я гвардейская стрелковая Новобугская Краснознаменная орденов Суворова и Богдана Хмельницкого дивизия — 58 человек,

Части корпусного подчинения.
- Заманский, Борис Наумович,ефрейтор, старший линейный надсмотрщик 183-го отдельного батальона связи.
- Юрченко, Иосиф Лукьянович, рядовой, сапёр 926-го отдельного сапёрного корпусного батальона.
- Голосницкий, Никанор Сергеевич, в будущем начальник Разведывательного отдела Генштаба Народного Войска Польского с июля по август 1945 годов

## Послевоенный период
По окончании Великой Отечественной войны корпус входит в состав Группы Советских оккупационных войск в Германии.
Состав корпуса к осени 1945 года:
- 35 гвардейская стрелковая дивизия;
- 47 гвардейская стрелковая дивизия была переформирована в 19 гвардейскую механизированную дивизию ;
- 57 гвардейская стрелковая дивизия .

Летом 1946 года в результате прошедшего сокращения ВС СССР :
- управление корпуса расформировано (27 августа 1946 года);
- 35 гвардейская стрелковая дивизия расформирована;
- 19 гвардейская механизированная дивизия была передана возможно в состав 1 гвардейской механизированной армии армии (бывшая 1 гвардейская танковая армия);
- 57 гвардейская стрелковая дивизия была передана в состав 29 гвардейского корпуса 8 гвардейской армии.

В апреле 1948 года корпус был сформирован заново в составе войск Ленинградского военного округа (штаб — г. Таллин). В состав корпуса входили:
- 8-я гвардейская стрелковая дивизия
- 36-я гвардейская механизированная дивизия
- 2-я пулемётно-артиллерийская дивизия
- 22-я отдельная стрелковая бригада (с 1951 года 118-я стрелковая дивизия, в 1956 году расформирована)[17].

25.06.1957 года преобразован в 4-й гвардейский армейский корпус. Все три его дивизии стали мотострелковыми (2 пад преобразована в 132 мсд). В 1960 году корпус был расформирован.
На конец 1991 года в Западной группе войск из состава корпуса времён Великой Отечественной войны остались 47 гвардейская танковая Нижнеднепровская Краснознаменная ордена Богдана Хмельницкого дивизия (в составе 3 общевойсковой Краснознаменной армии) и 57 гвардейская мотострелковая Новобугская орденов Суворова и Богдана Хмельницкого дивизия (в составе 8 гвардейской ордена Ленина армии).

## Память
Мемориальная доска на Шерпенском плацдарме (Республика Молдова).

## Известные люди, связанные с корпусом
Рыбаков, Анатолий Наумович, в 1945 году начальник автомобильной службы корпуса, гвардии инженер-майор, впоследствии известный писатель.